# Friction
Friction är Breachs debutalbum, utgivet på Burning Heart Records 1995. Låtarna "Almighty Generation" och "Flames" finns även med på samlingsskivan Cheap Shots Vol. 2.

## Låtlista[1]
Texter: Tomas Hallbom. Musik: Anders Ekström (låtarna 1-2, 4-7, 11-12), Christian Andersson (3) och Tomas Hallbom (1-2, 5-8, 10, 12). Låten "Public Holocaust" är skriven av Public Holocaust.
1. "Detachment" - 1:13
2. "Always Nothing" - 3:08
3. "Curfew" - 2:21
4. "Stray Away" - 3:01
5. "Flames" - 3:24
6. "Alone" - 3:42
7. "Almighty Generation" - 3:24
8. "Time Can Not Replace" - 2:43
9. "Define Me" - 3:08
10. "Fiction" - 3:14
11. "What's Profound? (What's Essential)" - 3:45
12. "Detached/Public Holocaust" - 3:45

## Personal[1]
- Anders Ekström - gitarr
- Christian Andersson - bas
- Erik Carlsson - gitarr
- Janne Westerberg - trummor
- Johan Elmros - bakgrundssång
- Pierre Johansson - formgivning
- Tomas Hallbom - sång, slagverk